# Lista de prefixos matemáticos
A seguir uma lista de prefixos matemáticos utilizados para se denotar quantidades:

## Prefixos gregos e latinos
| Número                | Prefixo              | Prefixo           |
| Número                | Grego                | Latino            |
| --------------------- | -------------------- | ----------------- |
| 0                     | —                    | —                 |
| 0,5 (1/2)             | hemi                 | semi              |
| 1                     | hen, mono            | uni               |
| 1,5 (3/2)             | sesqui               | —                 |
| 2                     | bi, di, dis          | duo, bi, bis, pro |
| 2,5 (5/2)             | sester               | —                 |
| 3                     | tri                  | tri, ab           |
| 3,5 (7/2)             | sesqua               | —                 |
| 4                     | tetra, tessaro       | quadri, quatri    |
| 5                     | penta                | quinque           |
| 6                     | hex, hexa            | sex               |
| 7                     | hepta                | septem            |
| 8                     | octa                 | octo              |
| 9                     | ennea, enea          | nono              |
| 10                    | deca                 | decem             |
| 11                    | hendeca              | undecim           |
| 12                    | dodeca               | duodecim          |
| 13                    | trideca              | tredecim          |
| 14                    | tetradeca            | quatordecim       |
| 15                    | pentadeca            | quindecim         |
| 16                    | hexadeca             | sexdecim          |
| 17                    | heptadeca            | septendecim       |
| 18                    | octadeca             | octodecim         |
| 19                    | eneadeca             | novendecim        |
| 20                    | icosa                | vigesi            |
| 30                    | triaconta            | triginti          |
| 40                    | tetraconta           | quadraginti       |
| 50                    | pentaconta           | quinquaginti      |
| 60                    | hexaconta            | sexaginti         |
| 70                    | heptaconta           | septuaginti       |
| 80                    | octaconta            | octoginti         |
| 90                    | eneaconta            | nonaginti         |
| 100                   | hecato, hecto, hecta | centi             |
| 200                   | dicta                | ducenti           |
| 300                   | tricta               | trescenti         |
| 400                   | tetracta             | quadrigenti       |
| 500                   | pentacta             | quingenti         |
| 600                   | hexacta              | sescenti          |
| 700                   | heptacta             | septingenti       |
| 800                   | octacta              | octingenti        |
| 900                   | eneacta              | nongenti          |
| 1.000                 | chilio, quilo, kilia | milli, mili       |
| 2.000                 | dilia                | duomilliati       |
| 3.000                 | trilia               | tremilliati       |
| 4.000                 | tetralia             | quattuormilliati  |
| 5.000                 | pentalia             | quinmilliati      |
| 6.000                 | hexalia              | sexmilliati       |
| 7.000                 | heptalia             | septenmilliati    |
| 8.000                 | octalia              | octomilliati      |
| 9.000                 | enealia              | novenmilliati     |
| 1.000.000             | mega                 | —                 |
| 1.000.000.000         | giga                 | —                 |
| 1.000.000.000.000     | tera                 | —                 |
| 1.000.000.000.000.000 | peta                 | —                 |
| muitos                | myri, myriad, miriad | —                 |
| googol = 10100        | googol               | —                 |